# Botsuana na Universíada de Verão de 2021
O Botswana participou da Universíada de Verão de 2021, que aconteceu em Chengdu, na China, entre 28 de julho e 8 de agosto de 2023.
A delegação teve 10 atletas — cinco masculinos e cinco femininos — em uma única modalidade olímpica.

## Competidores
Estas foram as modalidades e atletas que disputaram a edição:
| Esporte   | Masculino | Feminino | Total |
| --------- | --------- | -------- | ----- |
| Atletismo | 5         | 5        | 10    |
| Total     | 5         | 5        | 10    |

## Desempenho

### Atletismo
Masculino
Provas de pista
| Atleta           | Evento             | Primeira fase | Primeira fase | Semifinal   | Semifinal   | Final       | Final       | Ref.         |
| Atleta           | Evento             | Resultado     | Pos.          | Resultado   | Pos.        | Resultado   | Pos.        | Ref.         |
| ---------------- | ------------------ | ------------- | ------------- | ----------- | ----------- | ----------- | ----------- | ------------ |
| Tshotlego Freaky | 400m com barreiras | 52.52         | 21            | Não avançou | Não avançou | Não avançou | Não avançou | [ 3 ]        |
| Itumeleng James  | 800m               | 1:51.68       | 15 q          | DNS         | DNS         | Não avançou | Não avançou | [ 4 ] [ 5 ]  |
| Phenyo Majama    | 200m               | 21.46         | 27            | Não avançou | Não avançou | Não avançou | Não avançou | [ 6 ]        |
| Phenyo Majama    | 400m               | 47.47         | 19 q          | 47.40       | 14          | Não avançou | Não avançou | [ 7 ] [ 8 ]  |
| Thuto Masasa     | 100m               | 10.40         | 4 Q           | 10.39       | 16          | Não avançou | Não avançou | [ 9 ] [ 10 ] |

Provas de campo
| Atleta         | Evento             | Primeira fase | Primeira fase | Semifinal | Semifinal | Final       | Final       | Ref.   |
| Atleta         | Evento             | Resultado     | Pos.          | Resultado | Pos.      | Resultado   | Pos.        | Ref.   |
| -------------- | ------------------ | ------------- | ------------- | --------- | --------- | ----------- | ----------- | ------ |
| Tebogo Moepeng | Salto em distância | 7.35          | 19            | —         | —         | Não avançou | Não avançou | [ 11 ] |

Feminino
Provas de pista
| Atleta                                                          | Evento   | Primeira fase | Primeira fase | Semifinal   | Semifinal   | Final       | Final       | Ref.          |
| Atleta                                                          | Evento   | Resultado     | Pos.          | Resultado   | Pos.        | Resultado   | Pos.        | Ref.          |
| --------------------------------------------------------------- | -------- | ------------- | ------------- | ----------- | ----------- | ----------- | ----------- | ------------- |
| Golekanye Chikani                                               | 200m     | 24.73         | 29            | Não avançou | Não avançou | Não avançou | Não avançou | [ 12 ]        |
| Golekanye Chikani                                               | 400m     | 55.79         | 15 q          | 54.86       | 15          | Não avançou | Não avançou | [ 13 ] [ 14 ] |
| Tshepang Manyika                                                | 100m     | 12.59         | 39            | Não avançou | Não avançou | Não avançou | Não avançou | [ 15 ]        |
| Boitshepo Moloi                                                 | 100m     | 12.22         | 35            | Não avançou | Não avançou | Não avançou | Não avançou | [ 15 ]        |
| Boitshepo Moloi                                                 | 200m     | 25.47         | 39            | Não avançou | Não avançou | Não avançou | Não avançou | [ 12 ]        |
| Lone Madzimule Motlatsi Rante Golekanye Chikani Boitshepo Moloi | 4 x 100m | DSQ           | DSQ           | —           | —           | Não avançou | Não avançou | [ 16 ]        |
| —                                                               | 4 x 400m | DNS           | DNS           | —           | —           | Não avançou | Não avançou | [ 17 ]        |

Legenda
| Recorde mundial      | Recorde mundial (World record)               |                       | Recorde africano                      | Recorde africano (African) |                                           | Q | Classificado por posição (Qualified) |
| Recorde olímpico     | Recorde olímpico (Olympic record)            | Recorde da América    | Recorde da América (Americas)         | q                          | Classificado por melhor tempo (Qualified) |   |                                      |
| Melhor marca do ano  | Melhor marca do ano (World leading)          | Recorde asiático      | Recorde asiático (Asian)              | DNS                        | Não largou (Did not start)                |   |                                      |
| Recorde nacional     | Recorde nacional (National record)           | Recorde europeu       | Recorde europeu (European)            | DNF                        | Não terminou (Did not finish)             |   |                                      |
| Recorde pessoal      | Recorde pessoal do atleta (Personal best)    | Recorde da Oceania    | Recorde da Oceania (Oceania)          | DSQ / DQ                   | Desclassificado (Disqualified)            |   |                                      |
| Recorde da temporada | Recorde da temporada do atleta (Season best) | Recorde sul-americano | Recorde sul-americano (South America) | NM                         | Sem marca (No mark)                       |   |                                      |